# 세테르시

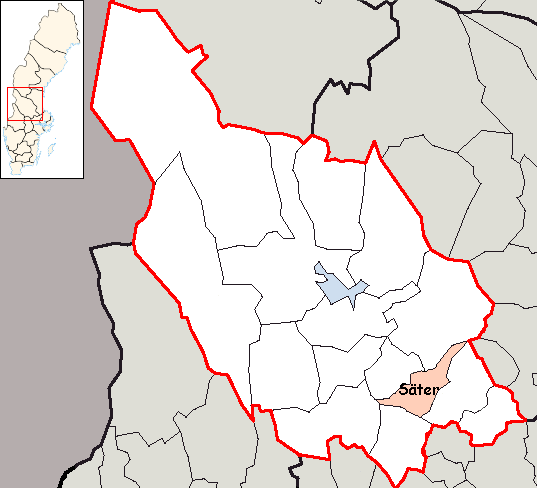
세테르 시의 위치

세테르시(스웨덴어: Säters kommun)는 스웨덴 달라르나주에 위치한 지방 자치체로 행정 중심지는 세테르이며 면적은 624.51km2, 인구는 11,086명(2016년 12월 31일 기준), 인구 밀도는 18명/km2이다.

시 문장